# Elizabeth Garrett Anderson
Elizabeth Garrett Anderson (født 9. juni 1836, død 17. december 1917) var en engelsk læge og kvinderetsforkæmper. Hun var den første kvindelige brite, som uddannede sig til læge og kirurg. Hun var med til at grundlægge det første hospital med kun kvindelige ansatte, hun var den første kvindelige dekan på et medicinsk fakultet, den første kvinde i Storbritannien som blev valgt til en skolebestyrelse, og som blev valgt til borgmester og fredsdommer, i byen Aldeburgh i Sussex, hvor hun var vokset op. Gennem hele sit liv kæmpede Garrett Anderson for stemmeret til kvinder og for kvinders adgang til at udøve et erhverv.

## Barndom
Garrett blev født i Whitechapel i London som det andet af Newson og Louisa Garretts elleve børn. Faderen kom oprindeligt fra det østlige Suffolk, hvor familien siden begyndelsen af 1600-tallet havde været ved smedefag. Da han var færdig med skolen, tog han til London for at søge lykken. Her forelskede han sig i sin brors svigerinde, Louisa Dunnell, datter af en kromand fra Suffolk. Efter brylluppet flyttede parret ind hos en en pantelåner på Commercial Road i Whitechapel, hvor de på få år fik tre børn, døtrene Louie og Elizabeth og sønnen Dunnell Newson, som døde som spæd, til moderens store sorg. Da Elizabeth Garrett var tre, flyttede familien til gaden Long Acre, hvor de boede i to år, fik endnu et barn, mens faderen gjorde karriere ved dels at blive bestyrer for en pantelånerbutik, dels få arbejde som sølvsmed. Elizabeth Garretts bedstefar drev en maskinfabrik, som i 1837 ved bedstefaderens død blev overdraget til Elizabeths morbror. Selvom Elizabeths far, bror til maskinfabrikkens ny ejer, ikke havde mange penge, besluttede han som 29-årig igen at prøve lykken, ved i 1841 at flytte sin familie tilbage til Suffolk, hvor han købte en korn- og kulhandel i byen Snape. Her byggede han nu virksomheden Snape Maltings, et fint bygningskompleks til forarbejdning af maltbyg til ølbrygning.
Garrett-familien boede i et georgiansk hus over for kirken i Aldeburgh indtil 1852. Faderens maltvirksomhed voksede og flere børn kom til, nemlig Edmund (1840), Alice (1842), Agnes (1845), Millicent (1847), som blev en markant skikkelse i kampen for kvindelig valgret, Sam (1850), Josephine (1853) og George (1854). I 1850 var faderen blev en velhavende forretningsmand, og på en bakke uden for Aldeburgh byggede han landstedet Alde House. Her voksede Elizabeth Garrett op, som et "biprodukt af den industrielle revolution", i en atmosfære af sejrrig økonomisk pionerånd, og en række af Garrett-børnene skulle komme til at præge Victoriatidens England. Elizabeth blev opmuntret til at lære lokalsamfundet bedre at kende, og imod sædvane fik hun lov at færdes på egen hånd i byen og på den nærliggende saltmarsk og strand, og den lille havn i nærheden med bådebyggere og sejlmagere.

## Skolegang
Da der ikke var nogen skole i Aldeburgh, lærte Elizabeth Garrett at læse, skrive og regne af sin mor. Da hun var ti år, blev den kultiverede, men fattige frøken Edgeworth ansat som guvernante for Elizabeth og hendes søster, som nu tilbragte deres formiddage i skoleværelset. Om eftermiddagen stod der regelrette spadsereture på programmet, og undervisningen fortsatte ved middagsbordet, hvor guvernanten spiste med. Om natten sov guvernanten i et afskærmet hjørne af pigernes soveværelse. Elizabeth foragtede sin lærerinde og forsøgte at udmanøvrere hende i timerne. Da Elizabeth var 13 og hendes søster Louie var 15, blev de sendt på privatskolen Boarding School for Ladies i Blackheath i London, som blev drevet af to damer, der var i familie med digteren Robert Browning. Der blev søstrene undervist i engelsk litteratur, samt fransk, italiensk og tysk sprog, foruden korrekt optræden.
Senere mindedes Elizabeth Garrett, hvor idiotiske lærerne havde været, selvom opholdet i Blackheath lærte hende glæden ved at læse, bl.a. Tennyson, Wordsworth, Milton, Coleridge, Trollope, Thackeray og George Eliot. Hendes væsentligste indvending mod skolen var den manglende undervisning i naturfag og matematik. De to søstre blev kendt som "de badende Garrett-piger", for deres far havde forlangt, de en gang om ugen fik et varmt bad. På skolen knyttede de begge livslange venskaber med andre elever. Da de gik ud af skolen i 1851, tog de på en kort udlandsrejse og dernæst gæstede de den første verdensudstilling, Great Exhibition i London.
Efter denne almene uddannelse tilbragte Elizabeth Garrett sine næste ni år med husligt arbejde, men brugte stadig formiddagene på at lære latin og regning, samt læste meget. Lillesøster Millicent mindedes Elizabeths ugentlige foredrag, hvor hun fortalte sine yngre søskende om aktuelle begivenheder og politik, fra Garibaldi i Italien til Macaulays fembinds Englandshistorie. I 1854 tog Elizabeth og Louie på et længere besøg hos deres skoleveninder Jane og Anne Crow i Gateshead, og her mødte Elizabeth Emily Davies, en tidlig feminist og senere medstifter af kvindekollegiet Girton College i Cambridge. Davies skulle blive Garrett en livslang ven og fortrolig, altid parat til at komme med gode råd, når hun skulle tage vigtige beslutninger. Måske var det i English Woman's Journal, som begyndte at udkomme i 1858, at Garrett stødte på Elizabeth Blackwell, som i 1849 var blevet USAs første kvindelige læge. Da Blackwell besøgte London i 1859, tog Garrett ind til byen, hvor hendes søster Louie nu var gift og bosat. Garrett sluttede sig til Society for Promoting the Employment of Women, som organiserede Blackwells forelæsninger om "Lægegerningen som et kvindefag" og sørgede for et personligt møde mellem Garrett og Blackwell. Det hedder sig, at Garrett og Davies en aften omkring 1860 sad i Alde House ved kaminen og aftalte deres respektive karrierer inden for kvindefrigørelse: Garrett skulle åbne døren til lægeverdenen for kvinder, Davies skulle føre kvinderne ind på universiteterne, mens den da trettenårige lillesøster Millicent skulle kæmpe for kvinders stemmeret og adgang til politik. Først modsatte Garretts far sig sin datters usædvanlige plan om at blive læge, men senere lod han sig overtale og lovede at gøre alt i sin magt, også hvad angik penge, for at støtte sin datter.

## Uddannelse til læge
Efter en række nyttesløse besøg hos førende læger i lægegaden Harley Street besluttede Garrett sig i august 1860 for at arbejde et halvt år som operationssygeplejerske på Middlesex Hospital i London. Da hun viste sig som en dygtig sygeplejerske, fik hun lov at være med til behandlingen af en ambulant patient, hendes første operation. Hun forsøgte uden held at blive optaget på hospitalets egen medicinske uddannelse, men fik lov at modtage privatundervisning af hospitalets apoteker i latin, græsk foruden farmakologi og lægevidenskabshistorie, sideløbende med arbejdet som sygeplejerske. Hun ansatte også en lærer, som tre aftener om ugen lærte hende anatomi og fysiologi, og efter en tid fik hun lov at overvære dissektioner og kemiforelæsninger. Efterhånden følte de mandlige studerende Garretts tilstedeværelse i undervisningen som en belastning, og i 1861 forelagde de skolen en henstilling om at udelukke hende fra undervisningen, på trods af skolens velvillige indstilling over for hende. Hun måtte herefter forlade Middlesex Hospital, men med sig fik hun et eksamensbevis (såkaldt honours certificate) i kemi og lægevidenskabshistorie. Garrett søgte nu om optagelse på en række forskellige lægeuddannelser, i Oxford, Cambridge, Glasgow, Edinburgh, St Andrews og Royal College of Surgeons, men alle steder fik hun afslag.
Professionelt delte Garrett på denne tid skæbne med den knap så kendte Sophia Jex-Blake, som senere skulle blive Skotlands første kvindelige læge, og de betragtes begge som unikke skikkelser i den britiske lægeverden i 1800-tallet. Garretts besværlige vej mod at få sin uddannelse gik bl.a. gennem et smuthul i optagelsesreglerne til farmaceutforeningen Worshipful Society of Apothecaries. Med sit eksamensbevis i hånden blev hun i 1862 medlem af foreningen, som ifølge deres fundats ikke kunne udelukke hende fra at gå til eksamen på grund af hendes køn. Hun fortsatte kampen for sin uddannelse med privatundervisning hos en række professorer, bl.a. ved universitetet i St Andrews, Edinburgh Royal Maternity og London Hospital Medical School.[kilde mangler]
I 1865 tog hun så sin afsluttende eksamen og fik bevilling (LSA) fra apotekerforeningen til at virke som læge, som den første britiske kvinde. (Strengt taget var hun ikke den første, for kirurgen James Barry (1795-1865) var i virkeligheden en kvinde, som hele sit voksne liv foregav at være mand, for at kunne arbejde inden for lægevidenskab.) Til den afsluttende eksamen bestod tre ud af syv kandidater, og Garrett fik de højeste karakterer. Apotekerforeningen ændrede omgående deres fundats for at formene andre kvinder adgang, hvilket betød at Sophia Jex-Blake ikke kunne gå samme vej. Ændringen fjernede nemlig muligheden for, at kvinder der havde modtaget privatundervisning kunne gå til eksamen. Først med en nye britisk lægelov i 1876 fik kvindelige læger mulighed for at opnå bevilling til at udøve deres fag.

## Karriere
Selvom Garrett nu havde autorisation til lægegerning fra apotekerforeningen, kunne hun som kvinde ikke få arbejde som læge på noget hospital. Derfor åbnede hun i slutningen af 1865 sin egen klinik i Upper Berkeley Street i London. I begyndelsen kom der kun få patienter, men hendes praksis voksede sig gradvist større. Efter et halvt år åbnede hun på Seymour Place en klinik til ambulant behandling, især rettet mod fattige kvinder, som her kunne få kvalificeret hjælp af en af deres eget køn. I 1865 nåede en kolera-pandemi Storbritannien, hvor sygdommen ramte både fattige og rige, og i panik glemte visse deres forudindtagethed over for kvindelige læger. Mange opsøgte klinikken på Seymour Place, kaldet St Mary's Dispensary for Women and Children, og her behandlede Garrett det første år 3.000 ambulante patienter, som aflagde 9.300 besøg på klinikken. Da det kom Garrett for øre, at dekanen på Sorbonne-universitetets medicinske fakultet ville tillade kvindelige medicinstuderende, lærte hun sig fransk for at kunne tage denne uddannelse, som hun efter nogen besvær fik i 1870.
1870 var også året, hvor Garrett blev valgt til det nys oprettede London School Board, et undervisningsråd under Londons bystyre, med det største stemmetal af alle kandidater. Det år fik hun også ansættelse på børnehospitalet East London Hospital for Children, hvor hun tog på hjemmebesøg hos syge børn. Det var første gang i Storbritannien at en kvinde blev ansat som læge. Hun fandt det dog svært at få tid til disse to nye forpligtelser, samt hendes egne to klinikker, også fordi hun på denne tid var nybagt mor, så i 1873 trak hun sig fra både undervisningsrådet og børnehospitalet. I 1872 blev den ambulante klinik omdøbt til New Hospital for Women and Children, og her kunne kvinder fra hele London få gynækologisk behandling, fra 1874 i lokaler i Marylebone Street. På denne tid deltog Garrett (som efter giftermål i 1871 nu kaldte sig Garrett Anderson) i en debat med mandlige læger om kvinder, bl.a. ansporet af en artikel af psykiateren Henry Maudsley, som hævdede at kvinder ved at uddanne sig udsætter sig for overanstrengelse i en grad som går ud over deres evne til at sætte børn i verden og tilmed kan føre til psykiske lidelser. Garrett Anderson imødegik påstanden ved at hævde, at kvinders største trussel ikke var uddannelse, men kedsomhed, og at frisk luft og motion var bedre end at sidde ved kaminen og læse romaner. Sammen med Sophia Jex-Blake grundlagde Garrett Anderson i 1874 London School of Medicine for Women, det eneste britiske undervisningshospital for kvinder. Her underviste hun resten af sin karriere og var forstander fra 1883 til 1902. Skolen skiftede senere navn til Royal Free Hospital of Medicine og indgår nu i det medicinske fakultet på University College London.
Garrett Anderson arbejdede konstant på at udvikle New Hospital for Women og fra 1874 også på at stable London School of Medicine for Women på benene. Begge disse institutioner havde gode lokaler og var veludstyrede. New Hospital for Women fik til huse i en ny bygning på Euston Road tegnet af arkitekten J. M. Brydon, som ansatte både Garrett Andersons søster Agnes og kusinen Rhoda Garrett til at bidrage til hospitalets udformning. Dette hospital havde i mange år kun kvindelige læger ansat. På London School of Medicine for Women, som lå i Hunter Street, gik typisk mere end 200 studerende, hvoraf de fleste forberedte sig på at tage medicinsk eksamen fra London University (i dag University College London), som havde åbnet for kvinder i 1877.

### Medlem af lægeforeningen
I 1873 blev Garrett Anderson medlem af den britiske lægeforening (British Medical Association, forkortet BMA). Fem år senere, da også Frances Hoggan, den første kvindelige praktiserende læge i Wales, var blevet medlem af lægeforeningen, fremsatte nogle af foreningens medlemmer en begæring om at udelukke kvinder fra medlemskab. Begæringen blev trods protester vedtaget, og først i 1892 fik kvinder igen adgang til lægeforeningen. Dette var blot én af en række lægelige institutioner, hvor Garrett Anderson opnåede medlemskab som den første kvinde, hvorefter kvinder blev forment adgang. I 1897 blev Garrett Anderson valgt til formand for East Anglia-afdelingen af BMA.

## Kvinders stemmeret
Garrett Anderson deltog aktivt i kampen om kvindelig stemmeret. I 1866 samlede hun sammen med Emily Davies mere end 1.500 underskrifter til en appel om stemmeret for husbestyrerinder, og samme år kom hun med i en komité for britiske kvinders stemmeret. Selvom hun i 1889 blev medlem af centralkomitéen i den britiske landsforening for kvinders stemmeret, var hendes søster Millicent Garrett Fawcett mere aktiv i kvindesagen. Efter sin mands død i 1907 deltog Garrett Anderson mere aktivt i kvindesagsarbejdet, og som borgmester i Aldeburgh talte hun for kvinders stemmeret. Kvindebevægelsens efterhånden mere militante præg fik hende dog i 1911 til at trække sig. Datteren Louisa, som også var læge, var også aktiv i bevægelsen, i en grad så hun i 1912 sad fængslet en tid.

## Privatliv
Elizabeth Garrett Anderson bemærkede engang at "en læge har to liv, et professionelt og et privat, som er skarpt adskilte”. I 1871 giftede hun sig med James George Skelton Anderson, som var medindehaver af et dampskipselskab, men hun fortsatte sin lægegerning, også da børnene kom, Louisa (1873–1943), Margaret (1874–1875), som døde af meningitis, og Alan (1877–1952). Louisa blev også en fremtrædende læge og kvindesagsaktivist.
Anderson-parret trak sig tilbage til Aldeburgh i 1902 og flyttede ind i hendes barndomshjem Alde House i 1903, da hendes mor var død. Skelton Anderson døde af et slagtilfælde i 1907. Det havde været et godt ægteskab. Som enke brugte hun tiden med hus og have, samt rejser med den store familie.
I november 1908 blev Garrett Anderson valgt til borgmester i Aldeburgh, som Englands første kvinde. Hendes far havde været byens borgmester i 1889.
Hun døde i 1917 og ligger begravet i Aldeburgh.